# Naryan-Mar
Naryan-Mar (tiếng Nga: Нарьян-Мар) là một trung tâm hành chính tự quản (raion), của Nenetsia, Nga. Huyện có diện tích 14 km², dân số thời điểm ngày 1 tháng 1 năm 2000 là 26100 người.

## Địa lý

### Khí hậu
| Dữ liệu khí hậu của Naryan-Mar          | Dữ liệu khí hậu của Naryan-Mar | Dữ liệu khí hậu của Naryan-Mar | Dữ liệu khí hậu của Naryan-Mar | Dữ liệu khí hậu của Naryan-Mar | Dữ liệu khí hậu của Naryan-Mar | Dữ liệu khí hậu của Naryan-Mar | Dữ liệu khí hậu của Naryan-Mar | Dữ liệu khí hậu của Naryan-Mar | Dữ liệu khí hậu của Naryan-Mar | Dữ liệu khí hậu của Naryan-Mar | Dữ liệu khí hậu của Naryan-Mar | Dữ liệu khí hậu của Naryan-Mar | Dữ liệu khí hậu của Naryan-Mar |
| Tháng                                   | 1                              | 2                              | 3                              | 4                              | 5                              | 6                              | 7                              | 8                              | 9                              | 10                             | 11                             | 12                             | Năm                            |
| --------------------------------------- | ------------------------------ | ------------------------------ | ------------------------------ | ------------------------------ | ------------------------------ | ------------------------------ | ------------------------------ | ------------------------------ | ------------------------------ | ------------------------------ | ------------------------------ | ------------------------------ | ------------------------------ |
| Cao kỉ lục °C (°F)                      | 2.1 (35.8)                     | 2.8 (37.0)                     | 7.7 (45.9)                     | 14.2 (57.6)                    | 27.8 (82.0)                    | 33.0 (91.4)                    | 33.9 (93.0)                    | 30.8 (87.4)                    | 23.8 (74.8)                    | 14.6 (58.3)                    | 6.5 (43.7)                     | 3.0 (37.4)                     | 33.9 (93.0)                    |
| Trung bình ngày tối đa °C (°F)          | −13.4 (7.9)                    | −12.3 (9.9)                    | −6.4 (20.5)                    | −1.5 (29.3)                    | 5.3 (41.5)                     | 14.3 (57.7)                    | 18.7 (65.7)                    | 14.8 (58.6)                    | 9.5 (49.1)                     | 1.7 (35.1)                     | −6.0 (21.2)                    | −9.7 (14.5)                    | 1.3 (34.3)                     |
| Trung bình ngày °C (°F)                 | −17.7 (0.1)                    | −16.5 (2.3)                    | −10.8 (12.6)                   | −5.9 (21.4)                    | 1.5 (34.7)                     | 9.6 (49.3)                     | 14.0 (57.2)                    | 11.0 (51.8)                    | 6.4 (43.5)                     | −0.7 (30.7)                    | −9.3 (15.3)                    | −13.7 (7.3)                    | −2.7 (27.1)                    |
| Tối thiểu trung bình ngày °C (°F)       | −22.0 (−7.6)                   | −20.6 (−5.1)                   | −15.1 (4.8)                    | −10.3 (13.5)                   | −2.4 (27.7)                    | 5.0 (41.0)                     | 9.2 (48.6)                     | 7.2 (45.0)                     | 3.2 (37.8)                     | −3.1 (26.4)                    | −12.5 (9.5)                    | −17.6 (0.3)                    | −6.6 (20.1)                    |
| Thấp kỉ lục °C (°F)                     | −47.4 (−53.3)                  | −46.5 (−51.7)                  | −45.1 (−49.2)                  | −36.3 (−33.3)                  | −22.5 (−8.5)                   | −4.9 (23.2)                    | −0.3 (31.5)                    | −4.3 (24.3)                    | −7.8 (18.0)                    | −26.4 (−15.5)                  | −38.0 (−36.4)                  | −45.6 (−50.1)                  | −47.4 (−53.3)                  |
| Lượng Giáng thủy trung bình mm (inches) | 28.4 (1.12)                    | 22.9 (0.90)                    | 25.1 (0.99)                    | 29.6 (1.17)                    | 38.5 (1.52)                    | 48.8 (1.92)                    | 52.3 (2.06)                    | 70.5 (2.78)                    | 56.4 (2.22)                    | 50.5 (1.99)                    | 39.4 (1.55)                    | 36.0 (1.42)                    | 498.4 (19.62)                  |
| Nguồn: Погода и климат Нарьян-Мар       |                                |                                |                                |                                |                                |                                |                                |                                |                                |                                |                                |                                |                                |